# Свети Архангели (Мелникич)
Вижте пояснителната страница за други значения на Свети Архангели.
„Свети Архангели“ или „Свети Архангел“ (на гръцки: Παμμεγίστων Ταξιαρχῶν) е православна църква в нигритското село Мелникич (Меленикици), Гърция, част от Сярската и Нигритска епархия. Църквата е енорийски храм.
В архитектурно отношение църквата е трикорабна сводеста базилика с апсида на изток. В 1965 година е добавено допълнително пространство на запад, първоначално използвано за канцелария, а по-късно за нартекс. В 2006 година е добавен трем.